# Lanny Wadkins
Jerry Lanston Wadkins Jr., más conocido como Lanny Wadkins (Richmond, Virginia, 5 de diciembre de 1949), es un golfista estadounidense que obtuvo 21 victorias y 139 top 10 en el PGA Tour. Fue segundo en la lista de ganancias de 1985, tercero en 1977 y 1983, y quinto en 1973. En 1985 fue nombrado Jugador del Año del PGA Tour.
Este golfista triunfó en el Campeonato de la PGA de 1977 y terminó segundo en 1982, 1984 y 1987. También fue segundo en el Abierto de los Estados Unidos 1986, tercero en el Masters de Augusta de 1990, 1991 y 1993, y cuarto en el Abierto Británico de 1984. En total, obtuvo 11 top 5 y 18 top 10 en torneos mayores.
Entre sus victorias se destacan también el Players Championship de 1979 y la World Series of Golf de 1977. Por otra parte, disputó la Copa Ryder con la selección estadounidense en ocho ediciones entre 1977 y 1993, logrando 20 victorias en 34 partidos, y jugó la Copa Mundial de Golf de 1977, 1984 y 1985.
Aparte de su carrera como golfista, entre 2002 y 2006 se desempeñó como comentarista en las transmisiones de golf de la cadena de televisión CBS. En 2009 ingresó en el Salón de la Fama del Golf Mundial.

## Trayectoria
Wadkins estudió en la Universidad de Wake Forest, donde además jugó al golf. Ganó el Campeonato Amateur de Estados Unidos de 1970 y jugó en la Copa Walker de 1969 y 1971 y el Trofeo Eisenhower de 1970. Se convirtió en profesional en 1971 y fue Novato del Año 1972 del PGA Tour con una victoria, ocho top 10 y 18 top 25. En 1973 ganó dos torneos y acumuló 13 top 10 y 17 top 25.
En 1977 ganó nuevamente dos torneos y consiguió nueve top 10 y 14 top 25. En 1979 consiguió dos triunfos, seis top 10 y 13 top 25.
Este golfista ganó tres torneos en 1983 y acumuló nueve top 10 y 12 top 25. En la temporada 1983, logró dos triunfos, once top 10 y 17 top 25. En 1985 obtuvo tres victorias, doce top 10 y 18 top 25. En 1988 ganó dos torneos y consiguió seis top 10 y 15 top 25.
Wadkins siguió jugando regularmente en el PGA Tour hasta 1999. En 2000 pasó a disputar el Senior PGA Tour, donde ganó el torneo de Naples y acumuló diez top 25. Jugó la temporada completa dos temporadas más, tras lo cual ha competido esporádicamente.